# Kenny Higgs
Kenneth Lee "Kenny" Higgs Jr. (nacido el 31 de enero de 1955 en Owensboro, Kentucky) es un exjugador de baloncesto estadounidense que disputó tres temporadas en la NBA, además de jugar en la USBL. Con 1,83 metros de estatura, jugaba en la posición de base.

## Trayectoria deportiva

### Universidad
Jugó durante cuatro temporadas con los Tigers de la Universidad Estatal de Luisiana, en las que promedió 17,9 puntos, 6,1 asistencias y 2,9 rebotes por partido. Consiguió 19 asistencias en un partido ante Georgia, y además dio más de 15 en cuatro partidos diferentes, ambos récords históricos de los Tigers. Acabó además como tercer mejor anotador histórico de la universidad, solo superado por Pete Maravich y Bob Pettit, con 1.896 puntos, ocupando la séptima posición en la actualidad. En 1976 y 1977 fue incluido en el segundo mejor quinteto de la Southeastern Conference.

### Profesional
Fue elegido en la quincuagésimo séptima posición del Draft de la NBA de 1978 por Cleveland Cavaliers, donde jugó una temporada, en la que promedió 5,0 puntos y 2,1 asistencias por partido. Tras ser despedido, fichó como agente libre en 1980 por los Denver Nuggets, donde en su primera temporada promedió 7,8 puntos y fue el mejor pasador del equipo, con 5,7 asistencias por partido.
Al año siguiente fue titular en 49 de los 76 partidos que disputó, acabando la temporada promediando 7,5 puntos y 5,2 asistencias. A pesar de ello, fue despedido, no volviendo a aparecer hasta 1986, cuando ganó la USBL con los Tampa Bay Flash.

## Estadísticas de su carrera en la NBA

### Temporada regular
| Temporada | Edad | Equipo              | Liga | P   | TIT | MIN  | TC  | TCA | %TC  | 3P  | 3PA | %3P  | TL  | TLA | %TL  | R.OF. | R.DEF. | REB | ASIS | ROB | TAP | PER | FP  | PTS |
| 1978-79   | 24   | Cleveland Cavaliers | NBA  | 68  |     | 15.4 | 1.9 | 4.1 | .455 |     |     |      | 1.3 | 1.6 | .766 | 0.3   | 1.2    | 1.5 | 2.1  | 1.0 | 0.2 | 0.7 | 2.6 | 5.0 |
| 1980-81   | 26   | Denver Nuggets      | NBA  | 72  |     | 23.5 | 2.9 | 6.6 | .441 | 0.1 | 0.5 | .118 | 1.9 | 2.4 | .814 | 0.3   | 1.7    | 2.0 | 5.7  | 1.4 | 0.1 | 2.3 | 3.4 | 7.8 |
| 1981-82   | 27   | Denver Nuggets      | NBA  | 76  | 49  | 22.3 | 2.7 | 6.2 | .432 | 0.1 | 0.3 | .190 | 2.1 | 2.6 | .817 | 0.3   | 1.6    | 1.9 | 5.2  | 0.9 | 0.1 | 2.1 | 3.5 | 7.5 |
| Total     |      |                     | NBA  | 216 | 49  | 20.5 | 2.5 | 5.7 | .441 | 0.1 | 0.4 | .145 | 1.8 | 2.2 | .804 | 0.3   | 1.5    | 1.8 | 4.4  | 1.1 | 0.1 | 1.7 | 3.2 | 6.8 |

### Playoffs
| Temp.   | Edad | Equipo         | Liga | P | MIN | TCA | TC | 3PA | 3P | TLA | TL | R.OF. | REB | ASIS | ROB | TAP | PER | FP | PTS | %TC  | %3P  | %FT  | MIN  | PTS | REB | AST |
| 1981-82 | 27   | Denver Nuggets | NBA  | 3 | 54  | 8   | 21 | 0   | 2  | 7   | 12 | 1     | 3   | 6    | 3   | 0   | 5   | 12 | 23  | .381 | .000 | .583 | 18.0 | 7.7 | 1.0 | 2.0 |
| Total   |      |                | NBA  | 3 | 54  | 8   | 21 | 0   | 2  | 7   | 12 | 1     | 3   | 6    | 3   | 0   | 5   | 12 | 23  | .381 | .000 | .583 | 18.0 | 7.7 | 1.0 | 2.0 |